# Calomantispa picta
Calomantispa picta is een insect uit de familie van de Mantispidae, die tot de orde netvleugeligen (Neuroptera) behoort. 
Calomantispa picta is voor het eerst wetenschappelijk beschreven door Stitz in 1913.